# Chernin Entertainment
Chernin Entertainment es una compañía productora de cine y televisión estadounidense, fundada en 2010 por el presidente y jefe operativo de oficina Peter Chernin de News Corporation, quien también es el CEO y jefe al mando de la compañía. Jenno Topping es cabeza recurrente en Cine y Televisión, con David Ready como Vicepresidente de Cine y Televisión. Kristen Campo por su parte es el vicepresidente de televisión. En abril de 2020, Chernin Enterteiment dio por finalizado su contrato de distribución con 20th Century Studios e hizo un primer contrato de varios años con Netflix.

## Historia
En marzo de 2011, después de dejar Maguire Entertainment, Jenno Topping se unió a la empresa como Vicepresidente de la división de películas, y luego en febrero de 2013 ella fue promovida a Presidente de películas, dejada antes por Dylan Clark. David Ready fue contratado como VIcepresidente Sénior por Topping. En junio de 2015, el presidente de la división de Televisión de la compañía Katherine Pope mano izquierda de la compañía, mientras Topping fue promovido a Presidente de Cine y Televisión. En agosto de 2015, Dante Di Loreto fue contratado y puesto como presidente de Televisión en la compañía, reportando a Topping. Kristen Campo se unió a la empresa en 2016 a la división de Televisión tras la salida de Di Loreto.

## Producciones
Chernin Entertainment en su historial televisivo de la Fox incluye a New Girl, Touch, Breakout Kings y Ben and Kate.
La primera películas de la compañía fue Rise of the Planet of the Apes, lanzada en agosto de 2011, y sumando una cantidad de $480 millones en todo el mundo. Eso hizo que se produjera Parental Guidance, una comedia protagonizada por Billy Crystal y Bette Midler, con su posterior lanzamiento en diciembre de 2012, la película de Ciencia Ficción y suspenso de Joseph Kosinski, Oblivion, protagonizada por Tom Cruise, y The Heat, protagonizada por Melissa McCarthy y Sandra Bullock.

## Primeras ofertas
La primera oferta para Chernin Entertainment para el cine y la televisión fue firmada con 20th Century Fox (con quien trabajó anteriormente antes de formar su propia compañía) y 20th Century Fox Television, que renovó en noviembre de 2014 por solo películas. En junio de 2015, Chernin firmó una producción a dos años con NBCUniversal, en el cual desarrolló y produjo proyectos para NBC junto con Universal Television.

## Filmografía
Todas las películas distribuidas por 20th Century Fox al menos que se indique lo contrario.
- 2011: Rise of the Planet of the Apes
- 2012: Parental Guidance
- 2013: Oblivion (distribuida por Universal Pictures)
- 2013: The Heat
- 2014: Dawn of the Planet of the Apes
- 2014: The Drop (distribuida por Fox Searchlight Pictures)
- 2014: St. Vincent (distribuida por The Weinstein Company)
- 2014: Exodus: Gods and Kings
- 2015: Spy
- 2016: Mike and Dave Need Wedding Dates
- 2016: Miss Peregrine's Home for Peculiar Children
- 2016: Hidden Figures
- 2017: Snatched
- 2017: War for the Planet of the Apes
- 2017: The Mountain Between Us
- 2017: El Gran Showman
- 2018: Red Sparrow
- 2019: Tolkien (distribuida por Walt Disney Studios Motion Pictures)
- 2019: Ford v Ferrari (distribuida por Walt Disney Studios Motion Pictures)
- 2019: Spies in Disguise (distribuida por Walt Disney Studios Motion Pictures)
- 2020: Underwater (distribuida por Walt Disney Studios Motion Pictures)
- 2021: La Calle Del Terror: (Parte 1) 1994 (disitribuida por Netflix)
- 2021: La Calle Del Terror: (Parte 2) 1978 (disitribuida por Netflix)
- 2021: La Calle Del Terror: (Parte 3) 1666 (disitribuida por Netflix)
- 2024: Kingdom of the Planet of the Apes[18]